# تابستانق (هوراند)
تابستانق یکی از روستاهای استان آذربایجان شرقی است که در دهستان چهاردانگه شهرستان هوراند واقع شده‌است.